# Rector

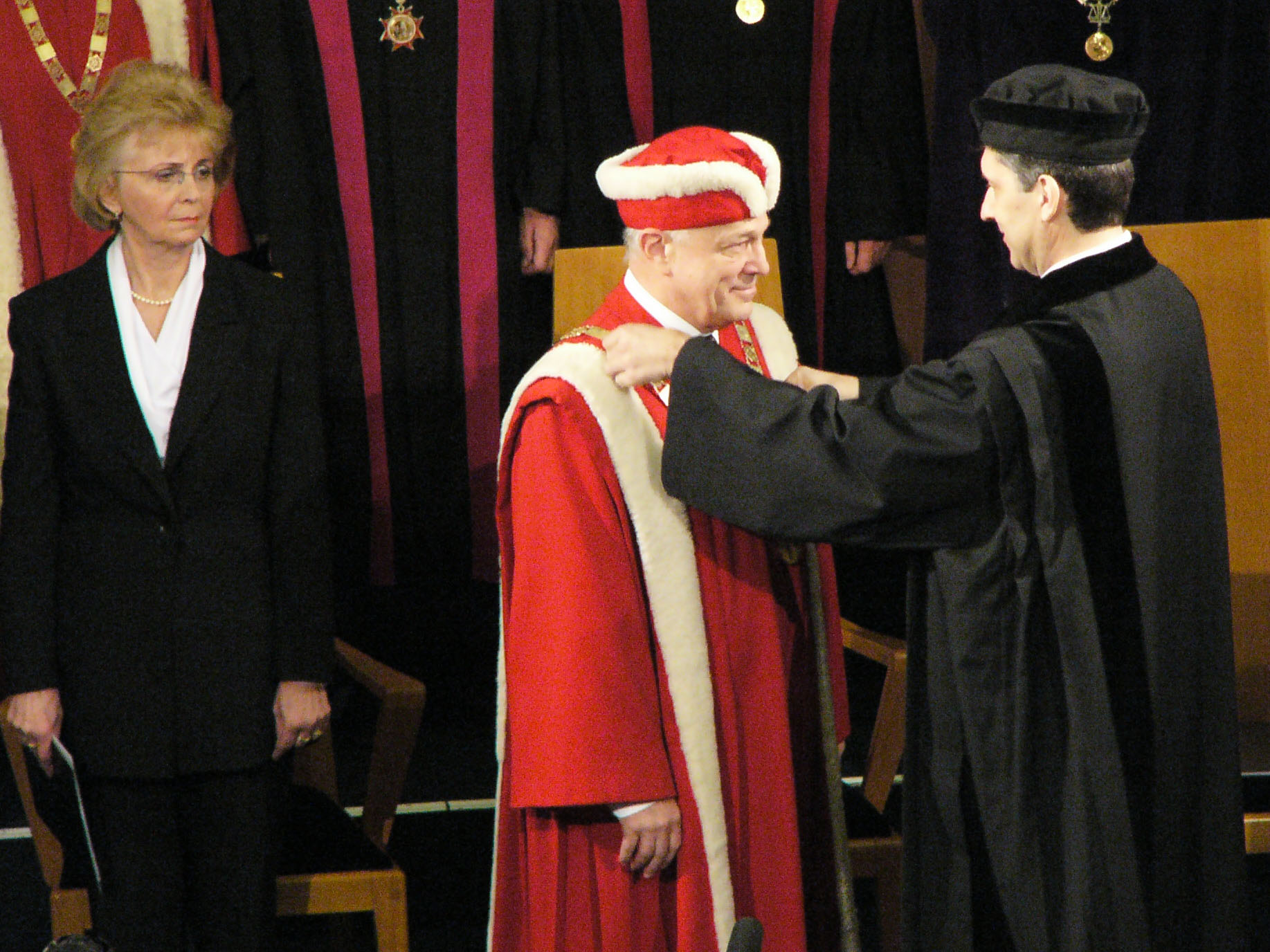
Investirea lui Lubomír Dvořák în funcția de rector

Rectorul este persoana care conduce, din punct de vedere științific și administrativ, o instituție de învățământ superior.

## Legături externe
- „rector” la DEX online